# Cleora pusillanimis
Cleora pusillanimis là một loài bướm đêm trong họ Geometridae.